# Orden für Sozialverdienste

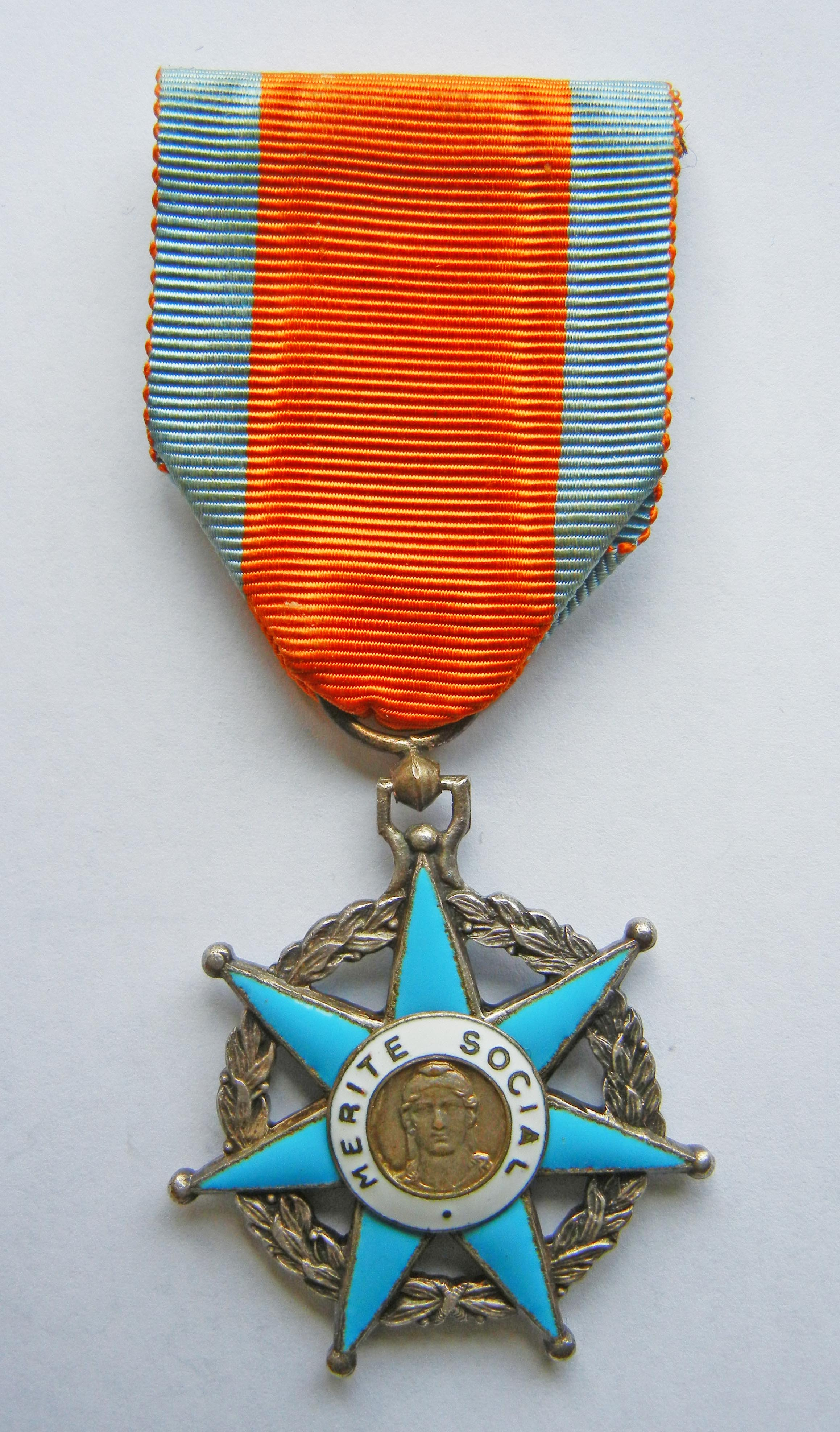
Ritterkreuz

Der Orden für Sozialverdienste (fr. Ordre du Mérite social) ist ein ehemaliger französischer Verdienstorden, der 1936 geschaffen und bis zur Stiftung des Nationalverdienstordens (fr. Ordre national du Mérite) 1963 verliehen wurde.   

## Geschichte
Der Orden für Sozialverdienste wurde per Dekret am 25. Oktober 1936 durch den Staatspräsidenten Albert Lebrun gestiftet und war zur Auszeichnung von Personen vorgesehen, die sich auf dem sozialen Sektor Verdienste um die Republik Frankreich erworben hatten. Die Verleihung erfolgte auf Vorschlag des französischen Arbeitsministers. Die Verleihung des Ordens für Sozialverdienste wurde 1963 im Zuge der Reorganisation des französischen Ordenswesens und der Stiftung des Nationalverdienstordens eingestellt.

## Klassen
Der Orden besteht aus drei Klassen
- Kommandeur
- Offizier
- Ritter

Um mit dem Orden ausgezeichnet zu werden, musste man das 32. Lebensjahr vollendet haben. Die Verleihung des Offizierkreuzes konnte frühestens acht Jahren nach der Ernennung zum Ritter, die des Kommandeurkreuzes frühestens fünf Jahren nach der Ernennung zum Offizier erfolgen.

## Ordensdekoration
Das Ordenszeichen ist ein siebenstrahliger hellblau emaillierter Stern mit kleinen Kügelchen auf den Sternspitzen. Unter den Sternarmen verläuft ein dichter Lorbeerkranz. Im Medaillon das Abbild der Marianne, das von einem weiß emaillierten Reif mit der Inschrift MERITE SOCIAL (Sozialverdienst)  umschlossen ist. Rückseitig die dreizeilige Inschrift MINISTERE  DU  TRAVAIL (Minister der Arbeit).

## Trageweise
Getragen wird das Kommandeurkreuz als Halsorden. Die Ordenszeichen der Offiziere und Ritter am Band auf der linken Brustseite, wobei auf dem Band des Offizierskreuzes noch eine Rosette angebracht ist.
Das Ordensband ist orangerot mit hellblauen Randstreifen.

Bandschnallen des Ordens für Sozialverdienste
Kommandeur
Offizier
Ritter